# Viola eminii
Viola eminii är en violväxtart som först beskrevs av Adolf Engler, och fick sitt nu gällande namn av Fries. Viola eminii ingår i släktet violer, och familjen violväxter. Utöver nominatformen finns också underarten V. e. duriprati.

## Bildgalleri

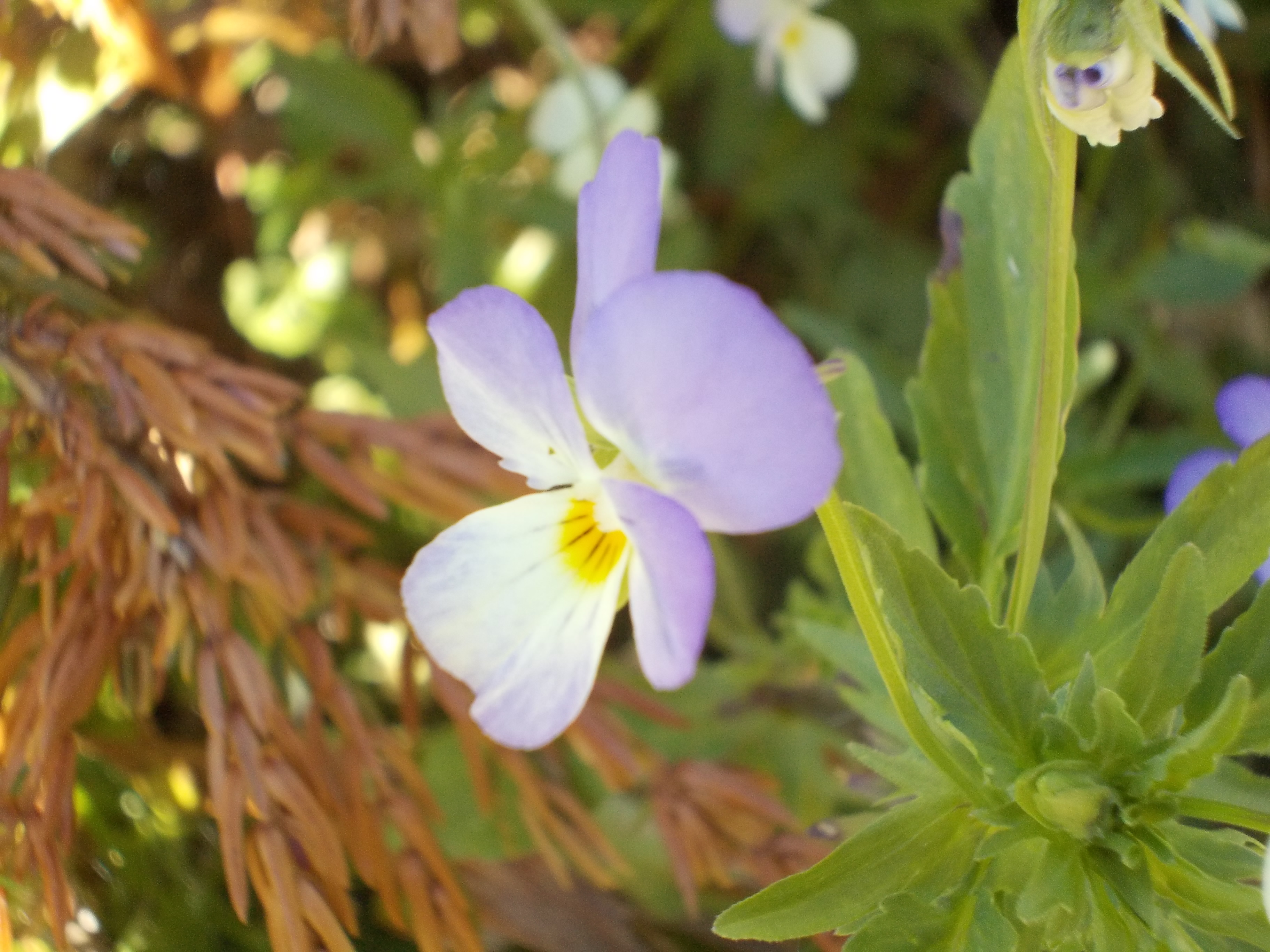
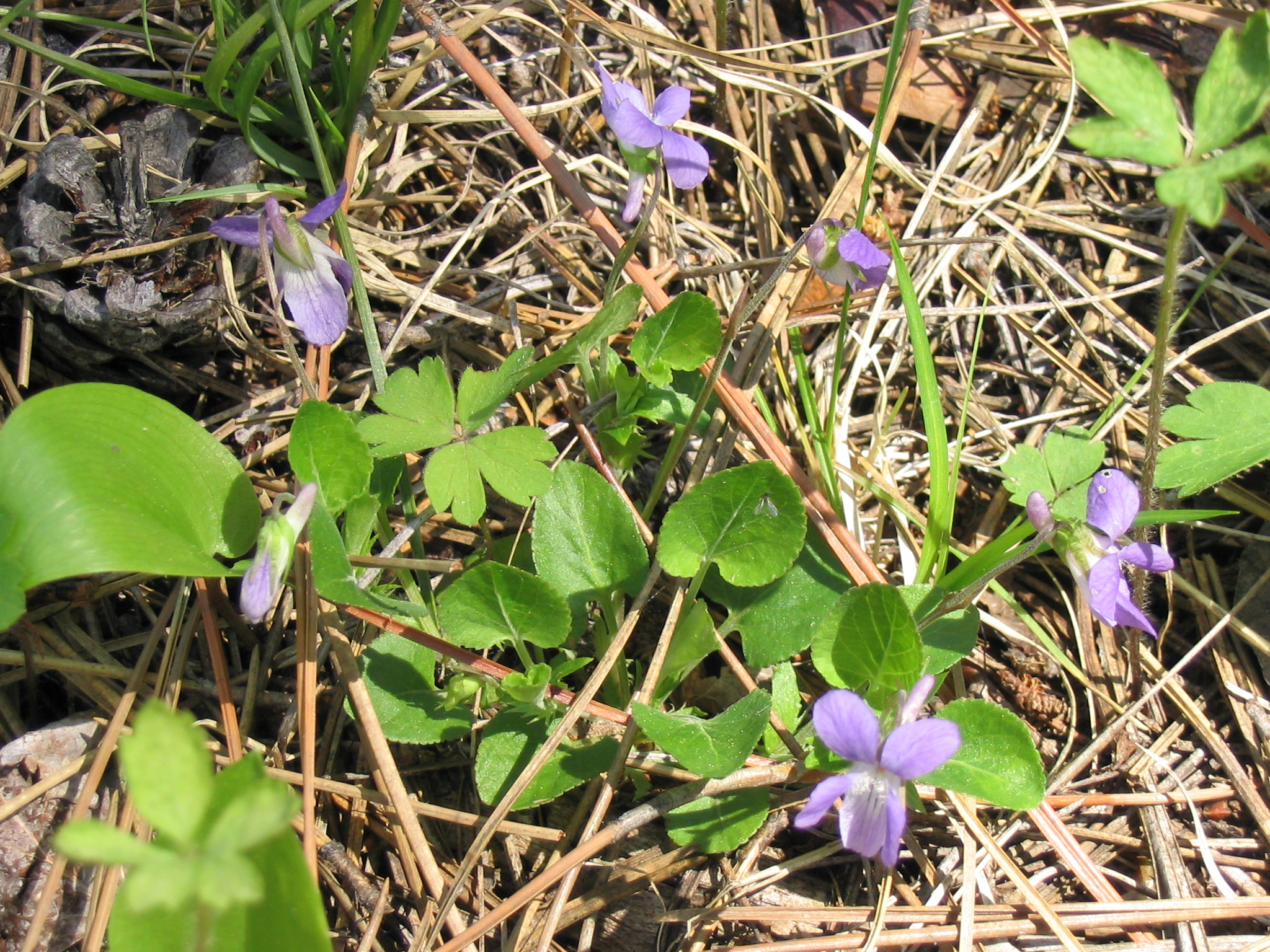